# آندره اسیمن
آندره اَسیمِن (‎/ˈæsɪmən/‎;؛ زادهٔ ۲ ژانویهٔ ۱۹۵۱)؛ نویسنده یهودی‌تبار متولد مصر، اهل ایالات متحده آمریکا است.
وی همچنین برندهٔ جوایزی همچون جایزه ادبی لامدا و کمک‌هزینه گوگنهایم شده است.

## زندگی‌نامه
اَسیمِن در اسکندریه، مصر در خانواده‌ای که صاحب یک کارخانه بافتنی بود، زاده شد. مادرش ناشنوا بود. آندره در یک خانواده فرانسوی بزرگ شد که اعضای خانواده به زبان ایتالیایی، یونانی، لادینو و عربی هم صحبت می‌کردند.